# Нижньодуванська селищна рада
| Нижньодуванська селищна рада — орган місцевого самоврядування у Сватівському районі Луганської області з адміністративним центром у смт Нижня Дуванка. Історична дата утворення: в 1947 році. Водоймища на території, підпорядкованій даній раді: річки Красна, Дуваночка, Гнила. Селищній раді підпорядковані населені пункти: - смт Нижня Дуванка - с. Куликівка - с. Новониканорівка - с. Олександрівка - с. Вестатівка - с. Твердохлібове |

## Склад ради
Рада складається з 20 депутатів та голови.

### Керівний склад ради
| ПІБ                         | Основні відомості                                                | Дата обрання | Дата звільнення |
| --------------------------- | ---------------------------------------------------------------- | ------------ | --------------- |
| Шетілов Сергій Миколайович  | Селищний голова, 1973 року народження, освіта, безпартійний      | 26.03.2006   | 31.10.2010      |
| Носов Володимир Миколайович | Селищний голова, 1950 року народження, освіта вища, безпартійний | 31.10.2010   |                 |

Примітка: таблиця складена за даними джерела